# Flaggen der Technischen Nothilfe (1933–1945)
Die Flaggen der Technischen Nothilfe (1933–1945) waren die in der Zeit des Nationalsozialismus verwendeten Fahnen, Stander und Wimpel der Technischen Nothilfe (TN).

## Fahnen, Flaggen
Ab dem Jahr 1933 wurden für die Ortsgruppen der Technischen Nothilfe Fahnen eingeführt, die auf weißem Grund ein rotes Quadrat zeigten. Auf dieses aufgelegt befand sich ein schwarzes, auf der Spitze stehendes Hakenkreuz, sowie das Symbol der Technischen Nothilfe, bestehend aus einem Zahnrad und den TN-Initialen. Die quadratische Fahne hatte eine Seitenlänge von 150 cm und war mit sieben Metallringen an der 3 Meter langen Fahnenstange befestigt, dessen Spitze eine Repräsentation des TN-Symbols trug. In der linken oberen Ecke der Fahne befand sich der Name der TN-Ortsgruppe in schwarzen, gotischen Buchstaben.
Die Rückseite der Fahne war identisch, allerdings zeigte diese ein Spiegelbild der Vorderseite. Anstelle des Ortsgruppennamens befand sich in der rechten oberen Ecke auf einem weißen Stoffstück die Nummer der TN-Landesgruppe in römischen Ziffern sowie – getrennt durch einen 45 Grad Schrägstrich – die Nummer der Einheit in arabischen Ziffern.

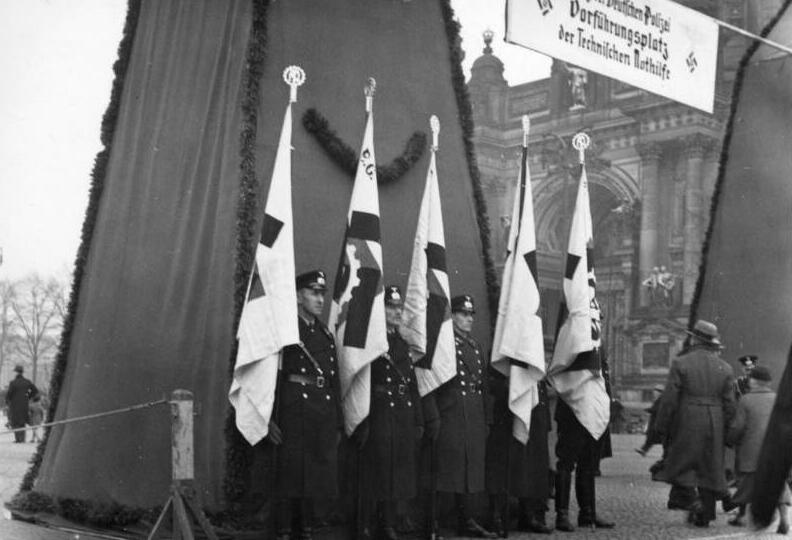
Fahnen der Technischen Nothilfe, 1939

Allgemeine Flaggen waren den Fahnen gleichgestaltet, es fehlten ihnen jedoch die Bezeichnungen.

1
2

1 = Fahne einer TN-Ortsgruppe (linke Seite)

2 = Fahne einer TN-Ortsgruppe (rechte Seite)

## Fahrzeugstander, -wimpel
Am 12. November 1937 wurden Fahrzeugflaggen eingeführt, die auf dunkelblauem Hintergrund das Hoheitszeichen der TN zeigten. Je nach Dienststellung waren am Rand der Stander Tressen in unterschiedlichen Breiten bzw. Färbungen angebracht. Bis auf den Motorrad- und Fahrradwimpel, der ein aufgedrucktes Hoheitszeichen zeigte, wurden alle Stander aus gewebtem Material hergestellt. Hoheitszeichen bzw. Tressen bestanden entweder aus gold- oder aluminiumfarbenem Gewebe. Die Ausnahmen bildeten der Allgemeine TN-Wimpel, sowie der TN-Motorrad- und Fahrradwimpel, deren Hoheitszeichen weiß war. Vorder- und Rückseite der Stander waren identisch, bis auf den Kopf des Adlers, der jeweils zur Fahnenstange gerichtet war. Die Stander 1 bis 7 wurden an einer Wimpelstange geführt, die das Hoheitszeichen der TN an der Spitze trug.

1
2
3
4
5
6
7
8

1 = Chef der TN (27 × 36 cm), Tressen 10 bzw. 7 mm breit

2 = Stellvertretender Chef der TN (25 × 34 cm), Tresse 10 mm breit

3 = Stander für das Reichsamt TN (22 × 30 cm), Tressen 7, 3 und 7 mm breit

4 = Stander für Landesgruppen (22 × 30 cm), zwei Tressen je 7 mm breit

5 = Stander für Bezirksgruppen (22 × 30 cm), Tresse 7 mm breit

6 = Stander für Ortsgruppen (22 × 30 cm), Tresse 3 mm breit

7 = Allgemeiner Stander für sämtliche Angehörige der TN (23 × 26 cm), Hoheitszeichen aluminiumfarbig

8 = Allgemeiner TN-Wimpel (18 × 32 cm), weißes Hoheitszeichen gewebt

8 = TN-Motorrad- und Fahrradwimpel (18 × 32 cm), weißes Hoheitszeichen gedruckt